# Râul Straja
Râul Straja este unul din cele două brațe care formează râul Șușița. Cursul superior al brațului Straja mai este denumit și Râul Amaru.